# Ophiopenia disacantha
Ophiopenia disacantha är en ormstjärneart som beskrevs av Hubert Lyman Clark 1911. Ophiopenia disacantha ingår i släktet Ophiopenia och familjen fransormstjärnor. Inga underarter finns listade i Catalogue of Life.